# Bells on Sand
Bells on Sand ist ein Jazzalbum von Gerald Clayton. Die 2021 im Santa Barbara Sound Design, Santa Barbara, Kalifornien, entstandenen Aufnahmen erschienen 2022 auf Blue Note Records.

## Hintergrund
Der Pianist Gerald Clayton spielte auf Bells on Sand mit seinem Mentor Charles Lloyd am Saxophon und seinem Vater John Clayton am Bass. Des Weiteren wirkten der Schlagzeuger Justin Brown und die portugiesische Sänger Maro an den Aufnahmen mit; letztere ist auf zwei Stücken zu hören. „That Roy“ und „Rip“ sind dem 2018 verstorbenen Trompeter Roy Hargrove gewidmet. Das mit acht Minuten längste Stück auf Bells on Sand ist Claytons Duett „Peace Invocation“ mit Charles Lloyd. Das Solostück am Schluss des Albums, „There Is Music Where You’re Going My Friends“ ist seinem Ende 2020 verstorbenen Onkel Jeff Clayton gewidmet, von dem es auch stammt. Des Weiteren interpretierte er in unterschiedlichen Besetzungen Coverversionen des durch Montserrat Caballé bekannten Liedes „Damunt de tu Només les Flors“ bzw. (instrumental) „Elegia“ des katalanischen Komponisten Federico Mompou aus dem Jahr 1963, außerdem  (in zwei Teilen) den Evergreen „My Ideal“.

## Titelliste
- Gerald Clayton: Bells on Sand (Blue Note 00602445277285)[1]

1. John Clayton & Justin Brown, Gerald Clayton: Water's Edge	6:39
2. John Clayton & Gerald Clayton: Elegia (Frederico Mompou, Josep Janes, Xavier Turull) 1:17
3. Maro, John Clayton & Justin Brown, Gerald Clayton:	Damunt de tu Només les Flors (Frederico Mompou, Josep Janes) 3:50
4. Gerald Clayton:	My Ideal (Leo Robin, Newell Chase, Richard Whiting) 3:39
5. Justin Brown & Gerald Clayton:	That Roy	2:16
6. Justin Brown & Gerald Clayton:	RIP	3:09
7. Gerald Clayton, Maro:	Just a Dream	5:29
8. Gerald Clayton:	My Ideal 2	(Leo Robin, Newell Chase, Richard Whiting) 5:25
9. Charles Lloyd, Gerald Clayton:	Peace Invocation (Charles Lloyd)	8:00
10. Gerald Clayton:	There Is Music Where You're Going My Friends (Jeff Clayton) 3:19

Wenn nicht anders vermerkt, stammen die Kompositionen von Gerald Clayton. Der Download enthält einen Bonustrack, Mompous „Paisajes II. El Lago“.

## Rezeption
Das Album erhielt durchweg positive Rezensionen. Der Norddeutsche Rundfunk präsentierte Bells on Sand als Jazzalbum der Woche. Clayton blicke, so Sarah Seidel, mit dem Album „zurück auf die Tradition, nach vorn in die Zukunft und in die Gegenwart, ins Hier und Jetzt. In seiner Musik sind alle zeitlichen Komponenten miteinander verbunden, das zeigt sich auch in der Wahl der Musiker, die er für dieses Album um sich versammelt hat.“ Alles sei miteinander verbunden. Der Kritiker der britischen Times lobte, Bells on Sand habe eine expansive, ozeanische Qualität, was dem Album eine zeitlose Anmutung verleihe. Mat Micucci zählte das Album in Jazziz zu den besten Neuveröffentlichungen des Monats und schrieb, Clayton erforsche hier den Einfluss und die Abstraktion der Zeit über elf Tracks mit frischer Orchestrierung und eigenen Kompositionen.

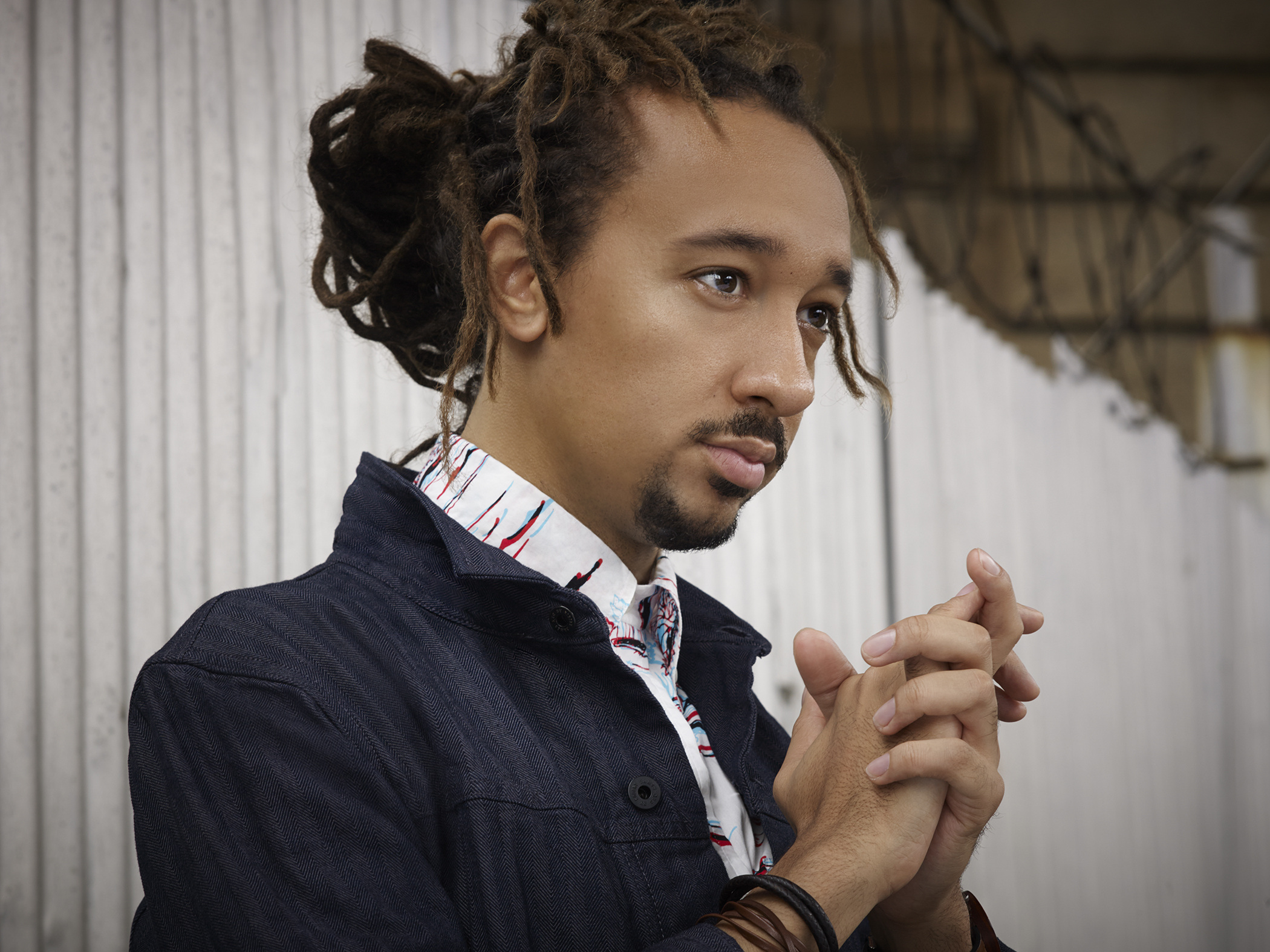
Gerald Clayton

Nach Ansicht von Mark Corroto, der das Album in All About Jazz rezensierte, sei die Musik zum größten Teil zart und intim; sie spiegle die Isolation und Seelensuche wider, die Clayton, wie die meisten Menschen, 2020–21 erlebt habe. Die Schlüsselfigur auf Bells On Sand ist direkt und indirekt Mompou, dessen Musik stark von Erik Satie und Gabriel Fauré beeinflusst wurde. Damit werde eine meditative und leise erhebende Atmosphäre durchgehend aufrechterhalten, sogar in den wenigen Stücken, wo das Tempo zunehme und die Anzahl der Noten pro Takt steige. Zu diesen letzteren gehören „My Ideal I“, das gegen Ende auf Stride Piano hindeute, und „My Ideal 2“, auf dem Clayton am Anfang die Melodie ein bisschen so wiedergebe, wie Thelonious Monk es getan hätte, aber ohne Monks dissonante Töne.
Während sich das Debütalbum durch eine von der Liveatmosphäre im Village Vanguard motivierte lebhafte Gangart auszeichnet, kommt Bells on Sound ruhig und von Titel zu Titel zunehmend in sich gekehrt daher, hieß es in Highest Audio. Die kleinen Besetzungen bis hin zu Soloauftritten des Pianisten kommen der unaufgeregt ruhigen Gangart des wiederum auf dem Blue-Note-Label erschienenen Albums sehr entgegen. Der Stil des Pianisten sei geprägt von komplexen Akkordharmonien, delikaten Arpeggios und einem sich ruhig entwickelnden poetischen Gefühl, das mitunter an die Arbeit von Chick Corea erinnere.
Nach Ansicht von Jim Hynes (Glide Magazine) habe der Pianist und Komponist Gerald Clayton mit Bells on Sand eines der schönsten Alben dieses Jahres abgeliefert, einen kunstvollen Blick auf die Wechselfälle der Zeit, wiedergegeben mit einer schlanken Besetzung, die Solo-, Duo- oder Trio-Tracks darbiete. Das gehe in eine ganz andere Richtung als Claytons Blue-Note-Debüt Happening: Live at the Village Vanguard, als er mit einem beeindruckenden Quintett durch eine Reihe von eigenen Stücken und Standards swingte. Im Wesentlichen sei dies ruhige, verträumte Musik, in der man sich leicht verlieren könne, die im Laufe der Entwicklung immer spiritueller werde.